# Primera B Nacional 2020
La Primera B Nacional Transición 2020 è stata la 36ª edizione del campionato argentino di calcio di seconda divisione. Il torneo, che ha preso inizio il 28 novembre 2020 e conclusosi il 31 gennaio 2021, è stato organizzato dopo la cancellazione definitiva della precedente edizione a causa della pandemia di Covid-19. Il torneo ha visto la partecipazione delle stesse 32 squadre iscritte al momento dell'interruzione della passata stagione.

## Formato
Il campionato si divide in due "fasi" principali, ognuna avente lo scopo di determinare una delle due squadre che verranno promosse in Primera División.

### Prima promozione
Per stabilire la prima squadra da promuovere in Primera División, sono state riproposte le due "zone" (Zona A e Zona B) dello scorso campionato, comprendendo le migliori otto di ogni zona. Le otto squadre di ogni zona si affrontano in un girone di sola andata, al termine del quale le migliori due squadre si scontrano in una finale a gara unica in campo neutro. La vincitrice della finale, oltre che fregiarsi del titolo di campione, sarà la prima squadra promossa in Primera División. La squadra sconfitta passa direttamente alle semifinali della Seconda promozione.
Le due migliori seconde di ogni zona si qualificano per la Terza Fase nella Seconda promozione, mentre le restanti si aggregano alla Prima Fase nella Seconda promozione.

### Seconda promozione
Anche per la Seconda promozione sono state mantenute le Zona A e Zona B della precedente edizione del campionato, ma in tal caso sono state aggregate le peggiori otto squadre della scorsa edizione. Anche in tal caso si disputa un girone di sola andata e le due migliori classificate accedono alla Prima fase.
A tale Prima fase si aggiungono le squadre escluse dalla Prima promozione e viene così a elaborarsi una classifica sulla base dei risultati ottenuti da ogni squadra nella precedente fase. In tal modo vengono così a determinarsi degli accoppiamenti "ribaltati" (la 1° contro la 16°, la 2° contro la 15° e così via). Ogni sfida si gioca su gara unica in campo neutrale.
Le otto squadre vincitrici della Prima fase accedono alla Seconda fase e si determina una nuova classifica sempre sulla base dei risultati di ognuna nella fase iniziale del campionato. Anche in questo caso si conformano degli accoppiamenti "ribaltati", le cui sfide si realizzano sempre su gara unica in campo neutro.
Nella Terza fase eliminatoria, le quattro squadre vincitrici della Seconda fase vengono aggregate in una nuova classifica insieme alle due migliori seconde classificate di ogni zona nella Prima promozione. Anche in questo caso si avranno degli accoppiamenti ribaltati con sfide su gara unica in campo neutro.
Le tre vincitrici si qualificano quindi per le Semifinali della Seconda promozione, a cui si aggiunge la squadra sconfitta nella finale della Prima promozione. Anche in questo caso si ha lo stesso modo per determinare gli accoppiamenti.
Le due squadre vincitrici delle semifinali si affrontano nella finale della Seconda promozione (sempre su gara unica e in campo neutro).

## Squadre partecipanti
| Squadra                   | Città                 | Stadio                              |
| ------------------------- | --------------------- | ----------------------------------- |
| Agropecuario              | Carlos Casares        | Ofelia Rosenzuaig                   |
| All Boys                  | Buenos Aires          | Islas Malvinas                      |
| Almagro                   | Almagro               | Tres de Febrero                     |
| Alvarado                  | Mar del Plata         | José María Minella                  |
| Atlanta                   | Buenos Aires          | Don León Kolbovsky                  |
| Atlético de Rafaela       | Rafaela               | Nuevo Monumental                    |
| Barracas Central          | Buenos Aires          | Claudio Chiqui Tapia                |
| Belgrano                  | Córdoba               | Julio César Villagra                |
| Brown                     | Adrogué               | Lorenzo Arandilla                   |
| Chacarita Juniors         | Buenos Aires          | Chacarita Juniors                   |
| Defensores de Belgrano    | Buenos Aires          | Juan Pasquale                       |
| Deportivo Morón           | Morón                 | Nuevo Francisco Urbano              |
| Deportivo Riestra         | Buenos Aires          | Guillermo Laza                      |
| Estudiantes               | Caseros               | Ciudad de Caseros                   |
| Estudiantes de Río Cuarto | Río Cuarto            | Antonio Candini                     |
| Ferro Carril Oeste        | Buenos Aires          | Arquitecto Ricardo Etcheverri       |
| Gimnasia Jujuy            | San Salvador de Jujuy | 23 de agosto                        |
| Gimnasia Mendoza          | Mendoza               | Víctor Antonio Legrotaglie          |
| Guillermo Brown           | Puerto Madryn         | Raúl Conti                          |
| Independiente Rivadavia   | Mendoza               | Bautista Gargantini                 |
| Instituto                 | Córdoba               | Juan Domingo Perón                  |
| Mitre                     | Santiago del Estero   | Doctores José y Antonio Castiglione |
| Nueva Chicago             | Buenos Aires          | Nueva Chicago                       |
| Platense                  | Florida               | Ciudad de Vicente López             |
| Quilmes                   | Quilmes               | Centenario Ciudad de Quilmes        |
| Santamarina               | Tandil                | Municipal General San Martín        |
| San Martín de San Juan    | San Juan              | Ingeniero Hilario Sánchez           |
| San Martín de Tucumán     | San Miguel de Tucumán | La Ciudadela                        |
| Sarmiento                 | Junín                 | Eva Perón                           |
| Temperley                 | Turdera               | Alfredo Beranger                    |
| Tigre                     | San Fernando          | Monumental de Victoria              |
| Villa Dálmine             | Campana               | El Coliseo de Mitre y Puccini       |

## Allenatori e primatisti
Aggiornati al 21 novembre 2020.
| Squadra                | Allenatore              | Giocatore più presente (tra parentesi il numero delle presenze) | Capocannoniere (tra parentesi il numero dei gol segnati) |
| ---------------------- | ----------------------- | --------------------------------------------------------------- | -------------------------------------------------------- |
| Agropecuario           | Felipe De la Riva       |                                                                 |                                                          |
| All Boys               | José Santos Romero      |                                                                 |                                                          |
| Almagro                | Gastón Esmerado         |                                                                 |                                                          |
| Alvarado               | Walter Coyette          |                                                                 |                                                          |
| Atlanta                | Fabián Lisa             |                                                                 |                                                          |
| Atl. Rafaela           | Walter Otta             |                                                                 |                                                          |
| Barracas Central       | Cristian Aldirico       |                                                                 |                                                          |
| Belgrano               | Ricardo Caruso Lombardi |                                                                 |                                                          |
| Brown                  | Pablo Vicó              |                                                                 |                                                          |
| Chacarita Juniors      | Claudio Biaggio         |                                                                 |                                                          |
| Defensores de Belgrano | Fabián Nardozza         |                                                                 |                                                          |
| Dep. Morón             | Sebastián Sibelli       |                                                                 |                                                          |
| Dep. Riestra           | Bruno Maffoni           |                                                                 |                                                          |
| Estudiantes (BA)       | Mauricio Giganti        |                                                                 |                                                          |
| Estudiantes (RC)       | Marcelo Vázquez         |                                                                 |                                                          |
| Ferro C.O.             | Jorge Cordon            |                                                                 |                                                          |
| Gimnasia J.            | Arnaldo Sialle          |                                                                 |                                                          |
| Gimnasia M.            | Diego Pozo              |                                                                 |                                                          |
| Guillermo Brown        | Marcelo Broggi          |                                                                 |                                                          |
| Ind. Rivadavia         | Marcelo Straccia        |                                                                 |                                                          |
| Instituto              | Fernando Quiroz         |                                                                 |                                                          |
| Mitre                  | Darío Ortiz             |                                                                 |                                                          |
| Nueva Chicago          | Rubén Forestello        |                                                                 |                                                          |
| Platense               | Juan Manuel Llop        |                                                                 |                                                          |
| Quilmes                | Facundo Sava            |                                                                 |                                                          |
| Santamarina            | Pablo Ricchetti         |                                                                 |                                                          |
| San Martín (SJ)        | Paulo Ferrari           |                                                                 |                                                          |
| San Martín de Tucumán  | Sergio Gómez            |                                                                 |                                                          |
| Sarmiento              | Iván Delfino            |                                                                 |                                                          |
| Temperley              | Walter Perazzo          |                                                                 |                                                          |
| Tigre                  | Juan Carlos Blengio     |                                                                 |                                                          |
| Villa Dálmine          | Felipe De La Riva       |                                                                 |                                                          |

## Prima promozione

### Fase di qualificazione

#### Zona A

##### Classifica
| Pos. | Squadra            | Pt | G | V | N | P | GF | GS | DR |
| ---- | ------------------ | -- | - | - | - | - | -- | -- | -- |
| 1.   | Estudiantes (RC)   | 13 | 7 | 3 | 4 | 0 | 11 | 5  | +6 |
| 2.   | Platense           | 13 | 7 | 3 | 4 | 0 | 10 | 6  | +4 |
| 3.   | Estudiantes (BA)   | 12 | 7 | 3 | 3 | 1 | 13 | 10 | +3 |
| 4.   | Agropecuario       | 10 | 7 | 3 | 1 | 3 | 7  | 11 | -4 |
| 5.   | Atlanta            | 8  | 7 | 2 | 2 | 3 | 12 | 12 | 0  |
| 6.   | Deportivo Morón    | 6  | 7 | 1 | 3 | 3 | 6  | 8  | -2 |
| 7.   | Temperley          | 6  | 7 | 1 | 3 | 3 | 3  | 5  | -2 |
| 8.   | Ferro Carril Oeste | 6  | 7 | 2 | 0 | 5 | 7  | 12 | -5 |

Note:

Tre punti a vittoria, uno a pareggio, zero a sconfitta.
La prima classificata accede alla finale del campionato.
La seconda classificata passa alla Terza fase della Seconda promozione.
Le restanti squadre passano a disputare la Prima fase della Seconda promozione.

##### Risultati
|  |  |  |  |  |  |  |  |  |  |  |  |
|  |  |  |  |  |  |  |  |  |  |  |  |
|  |  |  |  |  |  |  |  |  |  |  |  |
|  |  |  |  |  |  |  |  |  |  |  |  |

|  |  |  |  |  |  |  |  |  |  |  |  |
|  |  |  |  |  |  |  |  |  |  |  |  |
|  |  |  |  |  |  |  |  |  |  |  |  |
|  |  |  |  |  |  |  |  |  |  |  |  |

| 7ª giornata | 7ª giornata | 7ª giornata | 7ª giornata |        | 8ª giornata | 8ª giornata | 8ª giornata | 8ª giornata |
| Locali      | R           | Ospiti      | Giorno      | Locali | R           | Ospiti      | Giorno      |             |
| ----------- | ----------- | ----------- | ----------- | ------ | ----------- | ----------- | ----------- | ----------- |
|             |             |             |             |        |             |             |             |             |
|             |             |             |             |        |             |             |             |             |
|             |             |             |             |        |             |             |             |             |
|             |             |             |             |        |             |             |             |             |

#### Zona B

##### Classifica
| Pos. | Squadra          | Pt | G | V | N | P | GF | GS | DR |
| ---- | ---------------- | -- | - | - | - | - | -- | -- | -- |
| 1.   | Sarmiento (J)    | 15 | 7 | 4 | 3 | 0 | 8  | 4  | +4 |
| 2.   | Atlético Rafaela | 14 | 7 | 4 | 2 | 1 | 13 | 8  | +5 |
| 3.   | Belgrano         | 13 | 7 | 4 | 1 | 2 | 6  | 3  | +3 |
| 4.   | Tigre            | 8  | 7 | 2 | 2 | 3 | 9  | 9  | 0  |
| 5.   | Gimnasia (M)     | 7  | 7 | 1 | 4 | 2 | 10 | 10 | 0  |
| 6.   | Dep. Riestra     | 6  | 7 | 1 | 3 | 3 | 8  | 11 | -3 |
| 7.   | Villa Dálmine    | 6  | 7 | 1 | 3 | 3 | 5  | 9  | -4 |
| 8.   | San Martín (T)   | 5  | 7 | 1 | 2 | 4 | 3  | 8  | -5 |

Note:

Tre punti a vittoria, uno a pareggio, zero a sconfitta.
La prima classificata accede alla finale del campionato.
La seconda classificata passa alla Terza fase della Seconda promozione.
Le restanti squadre passano a disputare la Prima fase della Seconda promozione.

##### Risultati
|  |  |  |  |  |  |  |  |  |  |  |  |
|  |  |  |  |  |  |  |  |  |  |  |  |
|  |  |  |  |  |  |  |  |  |  |  |  |
|  |  |  |  |  |  |  |  |  |  |  |  |

|  |  |  |  |  |  |  |  |  |  |  |  |
|  |  |  |  |  |  |  |  |  |  |  |  |
|  |  |  |  |  |  |  |  |  |  |  |  |
|  |  |  |  |  |  |  |  |  |  |  |  |

| 7ª giornata | 7ª giornata | 7ª giornata | 7ª giornata |        | 8ª giornata | 8ª giornata | 8ª giornata | 8ª giornata |
| Locali      | R           | Ospiti      | Giorno      | Locali | R           | Ospiti      | Giorno      |             |
| ----------- | ----------- | ----------- | ----------- | ------ | ----------- | ----------- | ----------- | ----------- |
|             |             |             |             |        |             |             |             |             |
|             |             |             |             |        |             |             |             |             |
|             |             |             |             |        |             |             |             |             |
|             |             |             |             |        |             |             |             |             |

### Finale della prima promozione
| Arbitro: | Rapallini |

|               |                      |           |
| Sepúlveda 21’ | Marcatori            | 40’ Pombo |
|               | Tiri di rigore 3 – 4 |           |

## Seconda promozione

### Fase di qualificazione

#### Zona A

##### Classifica
| Pos. | Squadra                 | Pt | G | V | N | P | GF | GS | DR |
| ---- | ----------------------- | -- | - | - | - | - | -- | -- | -- |
| 1.   | Alvarado                | 0  | 0 | 0 | 0 | 0 | 0  | 0  | 0  |
| 2.   | Barracas Central        | 0  | 0 | 0 | 0 | 0 | 0  | 0  | 0  |
| 3.   | Belgrano                | 0  | 0 | 0 | 0 | 0 | 0  | 0  | 0  |
| 4.   | Guillermo Brown         | 0  | 0 | 0 | 0 | 0 | 0  | 0  | 0  |
| 5.   | Independiente Rivadavia | 0  | 0 | 0 | 0 | 0 | 0  | 0  | 0  |
| 6.   | Mitre (SdE)             | 0  | 0 | 0 | 0 | 0 | 0  | 0  | 0  |
| 8.   | Nueva Chicago           | 0  | 0 | 0 | 0 | 0 | 0  | 0  | 0  |
| 9.   | San Martín (SJ)         | 0  | 0 | 0 | 0 | 0 | 0  | 0  | 0  |

Note:

Tre punti a vittoria, uno a pareggio, zero a sconfitta.
Le prime due classificate passano alla Prima fase della Seconda promozione.

##### Risultati
|  |  |  |  |  |  |  |  |  |  |  |  |
|  |  |  |  |  |  |  |  |  |  |  |  |
|  |  |  |  |  |  |  |  |  |  |  |  |
|  |  |  |  |  |  |  |  |  |  |  |  |

|  |  |  |  |  |  |  |  |  |  |  |  |
|  |  |  |  |  |  |  |  |  |  |  |  |
|  |  |  |  |  |  |  |  |  |  |  |  |
|  |  |  |  |  |  |  |  |  |  |  |  |

| 7ª giornata | 7ª giornata | 7ª giornata | 7ª giornata |        | 8ª giornata | 8ª giornata | 8ª giornata | 8ª giornata |
| Locali      | R           | Ospiti      | Giorno      | Locali | R           | Ospiti      | Giorno      |             |
| ----------- | ----------- | ----------- | ----------- | ------ | ----------- | ----------- | ----------- | ----------- |
|             |             |             |             |        |             |             |             |             |
|             |             |             |             |        |             |             |             |             |
|             |             |             |             |        |             |             |             |             |
|             |             |             |             |        |             |             |             |             |

#### Zona B

##### Classifica
| Pos. | Squadra           | Pt | G | V | N | P | GF | GS | DR |
| ---- | ----------------- | -- | - | - | - | - | -- | -- | -- |
| 1.   | All Boys          | 0  | 0 | 0 | 0 | 0 | 0  | 0  | 0  |
| 2.   | Almagro           | 0  | 0 | 0 | 0 | 0 | 0  | 0  | 0  |
| 3.   | Brown (A)         | 0  | 0 | 0 | 0 | 0 | 0  | 0  | 0  |
| 4.   | Chacarita Juniors | 0  | 0 | 0 | 0 | 0 | 0  | 0  | 0  |
| 5.   | Gimnasia (J)      | 0  | 0 | 0 | 0 | 0 | 0  | 0  | 0  |
| 6.   | Instituto (C)     | 0  | 0 | 0 | 0 | 0 | 0  | 0  | 0  |
| 8.   | Quilmes           | 0  | 0 | 0 | 0 | 0 | 0  | 0  | 0  |
| 9.   | Santamarina       | 0  | 0 | 0 | 0 | 0 | 0  | 0  | 0  |

Note:

Tre punti a vittoria, uno a pareggio, zero a sconfitta.
Le prime due classificate passano alla Prima fase della Seconda promozione.

##### Risultati
|  |  |  |  |  |  |  |  |  |  |  |  |
|  |  |  |  |  |  |  |  |  |  |  |  |
|  |  |  |  |  |  |  |  |  |  |  |  |
|  |  |  |  |  |  |  |  |  |  |  |  |

|  |  |  |  |  |  |  |  |  |  |  |  |
|  |  |  |  |  |  |  |  |  |  |  |  |
|  |  |  |  |  |  |  |  |  |  |  |  |
|  |  |  |  |  |  |  |  |  |  |  |  |

| 7ª giornata | 7ª giornata | 7ª giornata | 7ª giornata |        | 8ª giornata | 8ª giornata | 8ª giornata | 8ª giornata |
| Locali      | R           | Ospiti      | Giorno      | Locali | R           | Ospiti      | Giorno      |             |
| ----------- | ----------- | ----------- | ----------- | ------ | ----------- | ----------- | ----------- | ----------- |
|             |             |             |             |        |             |             |             |             |
|             |             |             |             |        |             |             |             |             |
|             |             |             |             |        |             |             |             |             |
|             |             |             |             |        |             |             |             |             |